# Győri ETO FC
WKW ETO FC Győr – węgierski klub piłkarski z siedzibą w mieście Győr. Obecnie klub uczestniczy w rozgrywkach Nemzeti Bajnokság I.

## Historia
Jeszcze przed 1914 odgrywał w swym regionie czołowa rolę. Na początku lat 20. wygrywał w rywalizacji regionalnej, jednak, gdy przyszła możliwość awansu do ligi dość długo nie mógł się do niej przebić. Nastąpiło to dopiero w 1937. W 2015 roku klub nie spełnił wymogów licencyjnych i został zdegradowany do III ligi.

### Chronologia nazw
- 1904: Győri Vagongyár ETO
- 1950: Győri Vasas SC ETO
- 1952: Győri Vasas
- 1953: Vasas SE Győr
- 1954: Wilhelm Pieck Vasas ETO SK Győr
- 1957: Magyar Wilhelm Pieck Vagon- és Gépgyár ETO Győr
- 1957: Győri Vasas ETO
- 1965: Rába ETO Győr
- 1985: Győri ETO FC
- 1992: Rába ETO FC Győr
- 1994: Győri ETO FC
- 1995: Győri Futball Club
- 1995: Győri Egyetértés Torna Osztály Futball Club
- 2015: ETO FC Győr
- 2017: WKW ETO FC Győr

## Osiągnięcia
- Mistrzostwo Węgier (4 razy): 1963, 1981/1982, 1982/1983, 2012/13
- Wicemistrzostwo Węgier (3 razy): 1983/1984, 1984/1985, 2013/14
- III miejsce Mistrzostw Węgier (6 razy): 1967, 1973/1974, 1985/1986, 2007/2008, 2009/10, 2011/12
- Puchar Węgier (4 razy): 1965, 1966, 1967, 1978/1979
- Finał Pucharu Węgier (4 razy): 1964, 1983/1984, 2008/09, 2012/13
- W lidze: 1937/1938, 1945/1946-1955, 1958/1959, 1960/1961-2014/15
- Półfinał Pucharu Mistrzów: 1964/1965

## Europejskie puchary
Legenda do wszystkich tabel:
- Q – runda eliminacyjna, 1/16, 1/8, 1/4, 1/2 – odpowiednia faza rozgrywek, Grupa – runda grupowa, 1r gr – pierwsza runda grupowa, 2r gr – druga runda grupowa, F – finał, R – runda, PO – play-off
- k. – rzuty karne, los. – losowanie, Dogr. – dogrywka, w. – zasada bramek strzelonych na wyjeździe

| Sezon   | Rozgrywki                 | Runda | Klub               | Dom | Wyjazd | Ogólnie     |
| ------- | ------------------------- | ----- | ------------------ | --- | ------ | ----------- |
| 1964/65 | Puchar Europy             | Q     | Chemie Leipzig     | 4–2 | 2–0    | 6–2         |
| 1964/65 | Puchar Europy             | 1R    | Łokomotiw Sofia    | 5–3 | 3–4    | 8–7         |
| 1964/65 | Puchar Europy             | 1/4   | DWS                | 1–0 | 1–1    | 2–1         |
| 1964/65 | Puchar Europy             | 1/2   | SL Benfica         | 0–1 | 0–4    | 0–5         |
| 1966/67 | Puchar Zdobywców Pucharów | 1R    | ACF Fiorentina     | 4–2 | 0–1    | 4–3         |
| 1966/67 | Puchar Zdobywców Pucharów | 2R    | SC Braga           | 3–0 | 0–2    | 3–2         |
| 1966/67 | Puchar Zdobywców Pucharów | 1/4   | Standard Liège     | 2–1 | 0–2    | 2–3         |
| 1967/68 | Puchar Zdobywców Pucharów | 1R    | Apollon Limassol   | 5–0 | 4–0    | 9–0         |
| 1967/68 | Puchar Zdobywców Pucharów | 2R    | A.C. Milan         | 2–2 | 1–1    | 3–3, w.     |
| 1969/70 | Puchar Miast Targowych    | 1R    | Lausanne Sports    | 2–1 | 2–1    | 4–2         |
| 1969/70 | Puchar Miast Targowych    | 2R    | FC Barcelona       | 2–3 | 0–2    | 2–5         |
| 1974/75 | Puchar UEFA               | 1R    | Łokomotiw Płowdiw  | 3–1 | 1–3    | 4–4, k: 5–4 |
| 1974/75 | Puchar UEFA               | 2R    | Fortuna Düsseldorf | 2–0 | 0–3    | 2–3         |
| 1979/80 | Puchar Zdobywców Pucharów | 1R    | Juventus F.C.      | 2–1 | 0–2    | 2–3         |
| 1982/83 | Puchar Europy             | 1R    | Standard Liège     | 3–0 | 0–5    | 3–5         |
| 1983/84 | Puchar Europy             | 1R    | Vikingur KF        | 2–1 | 2–0    | 4–1         |
| 1983/84 | Puchar Europy             | 2R    | Dynama Mińsk       | 3–6 | 1–3    | 4–9         |
| 1984/85 | Puchar UEFA               | 1R    | Manchester United  | 2–2 | 0–3    | 2–5         |
| 1985/86 | Puchar UEFA               | 1R    | Bohemians Praga    | 3–1 | 1–4    | 4–5, Dogr.  |
| 1986/87 | Puchar UEFA               | 1R    | Dynama Mińsk       | 0–1 | 4–2    | 4–3         |
| 1986/87 | Puchar UEFA               | 2R    | Torino FC          | 1–1 | 0–4    | 1–5         |
| 2003    | Puchar Intertoto          | 1R    | Ethnikos Achna     | 1–1 | 2–2    | 3–3, w.     |
| 2003    | Puchar Intertoto          | 2R    | Racing Santander   | 2–1 | 0–1    | 2–2, w.     |
| 2008/09 | Puchar UEFA               | 1Q    | SK Zestaponi       | 1–1 | 2–1    | 3–2         |
| 2008/09 | Puchar UEFA               | 2Q    | VfB Stuttgart      | 1–4 | 1–2    | 2–6         |
| 2010/11 | Liga Europy               | 1Q    | Nitra              | 3–1 | 2–2    | 5–3         |
| 2010/11 | Liga Europy               | 2Q    | Atyrau             | 2–0 | 3–0    | 5–0         |
| 2010/11 | Liga Europy               | 3Q    | Montpellier HSC    | 0–1 | 1–0    | 1–1, k: 4–3 |
| 2010/11 | Liga Europy               | PO    | Dinamo Zagrzeb     | 0–2 | 1–2    | 1–4         |
| 2013/14 | Liga Mistrzów             | 2Q    | Maccabi Tel Awiw   | 0–2 | 1–2    | 1–4         |
| 2014/15 | Liga Europy               | 2Q    | IFK Göteborg       | 0–3 | 1–0    | 1–3         |
| 2025/26 | Liga Konferencji          | 2Q    | Piunik Erywań      | 3–1 | 1–2    | 4–3         |
| 2025/26 | Liga Konferencji          | 3Q    | AIK                | 2–0 | 1–2    | 3–2         |
| 2025/26 | Liga Konferencji          | PO    | Rapid Wiedeń       | –   | –      | –           |